# Egon Balkow
Egon Balkow (* 31. Dezember 1923 in Ziethen, Kreis Schlochau, Pommern; † 19. November 2012 in Bremen) war ein Bremer Politiker (SPD). Er war Mitglied der Bremischen Bürgerschaft.

## Biografie
Nach Schulabschluss mit der „Mittleren Reife“ absolvierte Balkow ein Kfz-Mechaniker-Praktikum und war anschließend Berufssoldat bei der Kriegsmarine. Im Dezember 1945 zog er nach Bremen und war bis Ende 1948 Angestellter der US-Militärregierung. Danach arbeitete er als Schiffsingenieur; von März 1953 bis März 1967 war er als Expedient, Kraftfahrer und Lagermeister bei einer Spedition tätig; anschließend als Kraftfahrer bei der Brauerei Beck, ab April 1969 als Mitglied des Betriebsrates und ab April 1973 als dessen Vorsitzender.

## Politik
Balkow beantragte am 23. Oktober 1941 die Aufnahme in die NSDAP und wurde rückwirkend zum 1. September desselben Jahres aufgenommen (Mitgliedsnummer 8.673.602).
Vom 5. Dezember 1977 bis Oktober 1979 war er – als Nachrücker für Friedrich Scherer – für die SPD Mitglied der Bremischen Bürgerschaft und wirkte in verschiedenen Deputationen mit.
Balkow gehörte 1987 zu den Gründungsmitgliedern der Seniorengruppe der Gewerkschaft Nahrung-Genuss-Gaststätten (NGG) in Bremen.